# تعيد
تعيد  هي إحدى القرى اللبنانية من قرى قضاء جزين في محافظة الجنوب.